# (39463) Phylée
(39463) Phylée, désignation internationale (39463) Phyleus, est un astéroïde troyen jovien.

## Description
(39463) Phylée est un astéroïde troyen jovien, camp grec, c'est-à-dire situé au point de Lagrange L4 du système Soleil-Jupiter. Il présente une orbite caractérisée par un demi-grand axe de 5,166 UA, une excentricité de 0,087 et une inclinaison de 5,8° par rapport à l'écliptique.
Il est nommé en référence au personnage de la mythologie grecque Phylée, acteur du conflit légendaire de la guerre de Troie.

## Compléments